# Wey (rivière)
La Wey est une rivière anglaise de 140 km qui coule dans les comtés du Sussex de l'Ouest, du Hampshire et du Surrey. Elle est un affluent de la Tamise.